# درود برتو پادشاه
درود برتو پادشاه (به انگلیسی: All Hail the King) یک فیلم ویدئویی کوتاه مستند آمریکایی محصول سال ۲۰۱۴ که درباره کاراکتری در دنیای سینمایی مارول به نام ترور اسلتری می‌باشد که توسط مارول استودیوز تهیه شده‌است.

## بازیگران
- بن کینگزلی درنقش ترور اسلتری : یک زندانی در زندان سیگیت که موضوع مستند جکسون نوریس است. کینگزلی این نقش را از مرد آهنی ۳ بازی می‌کند .
- اسکوت مک‌نری درنقش جکسون نوریس
- لستر اسپیت درنقش هرمان:[۱] نگهبان سلول اسلتری در سیگیت.
- سم راکول به عنوان جاستین همر: مردی که در فیلم مرد آهنی ۲ با یکی از دشمنان مرد آهنی به نام ایوان وانکو همکاری کرد و به زندان افتاد.

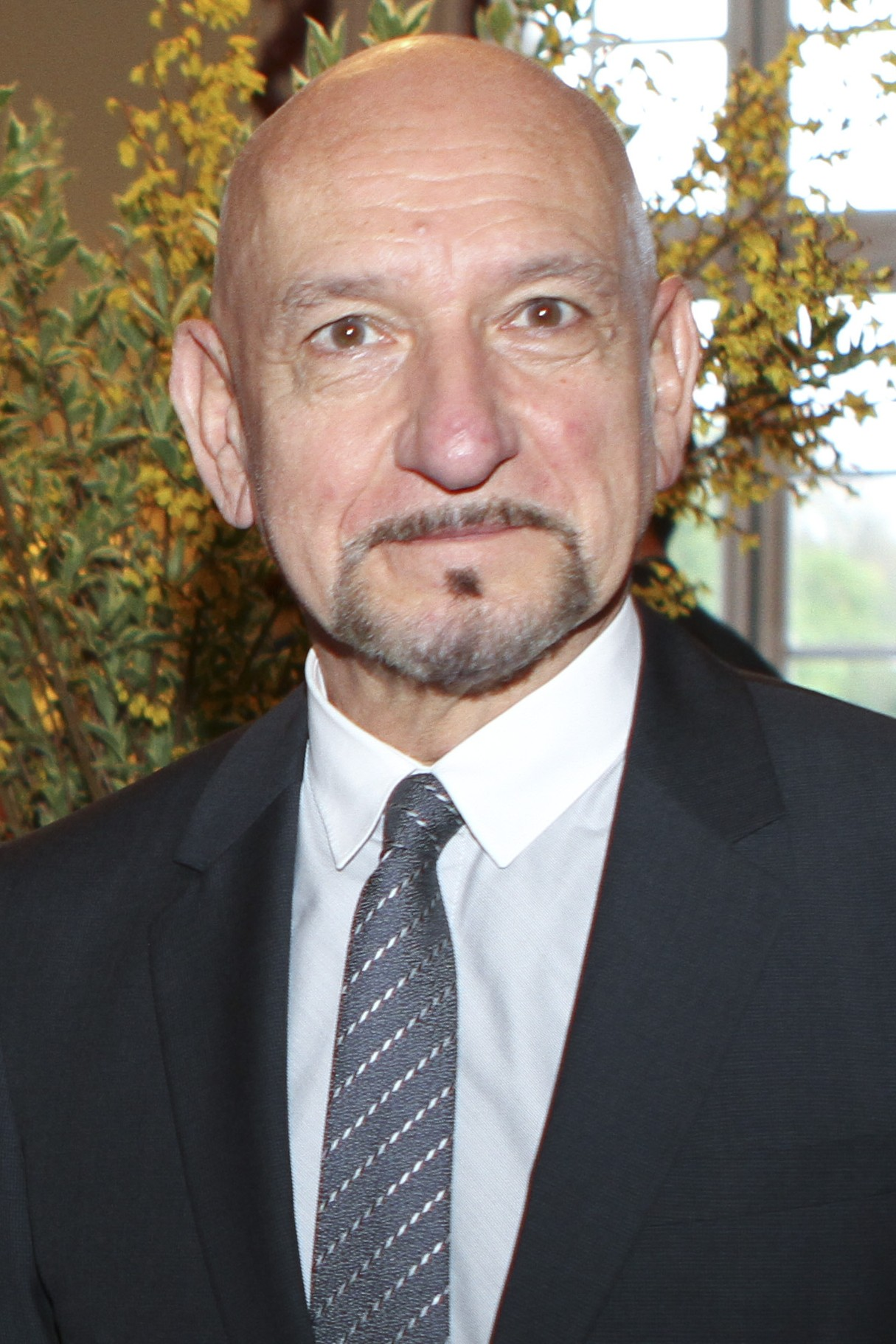
بن کینگزلی در "درود برتو پادشاه"

- کریستال

## لینک های خارجی
- Marvel One-Shot: All Hail the King در بانک اطلاعات اینترنتی فیلم‌ها (IMDb)